# 寮國佛教
佛教，是老撾的主要宗教，也是老撾文化的基礎。在老撾實行的佛教主要是上座部傳統，但较为獨特；另有少數大乘佛教。老撾的佛教通常與泰族萬物有靈信仰和祖先崇拜密切相關，特別是在農村地區。
據美國中央情報局世界概況介紹，據估計，現代老撾的佛教人口比例比起之前有所變化，占總人口的65％。由於老撾政府提供的信息不足，準確估計老撾佛教徒人數的情況變得複雜，老撾佛教和萬物有靈論之間的密切聯繫可能使名義上的佛教信徒數量高達90％以上。 國內也有相當數量的華裔和越南裔信奉大乘佛教。

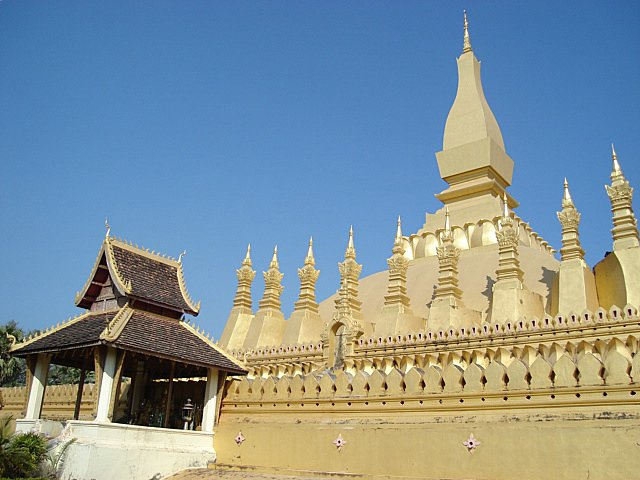
塔鑾

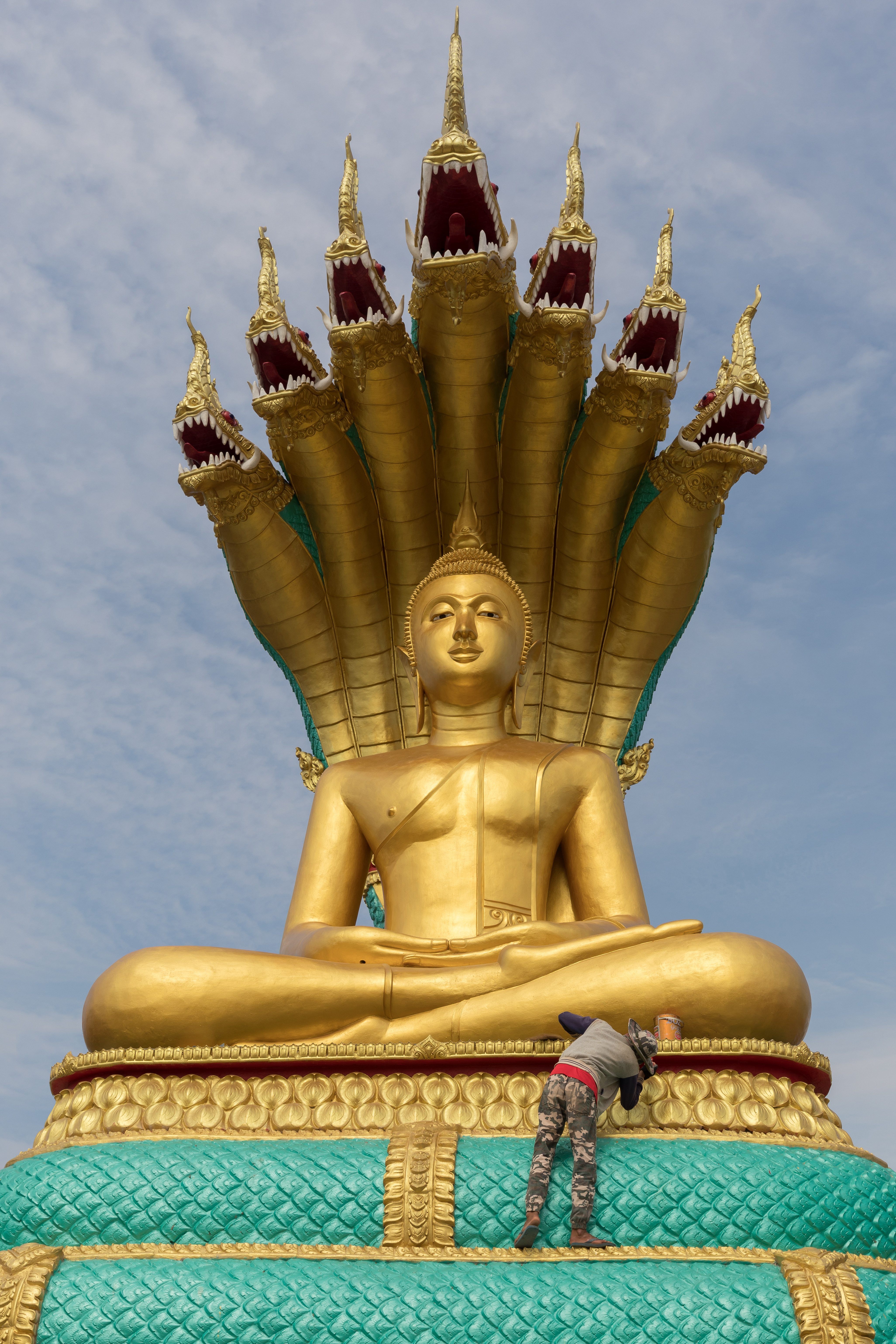
老撾四千島上的一尊佛像，描繪了受目支鄰陀遮雨保護的釋迦牟尼佛

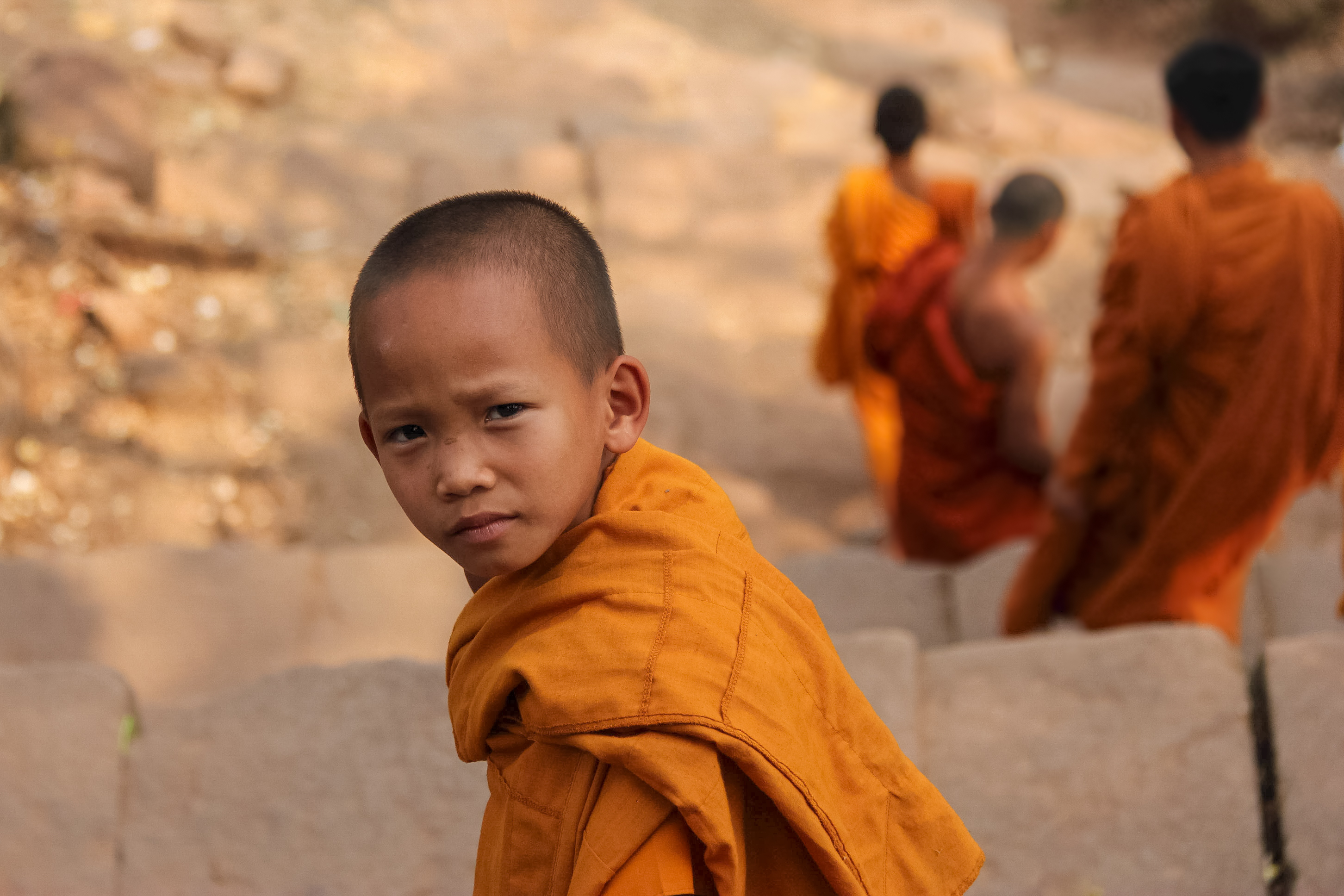
瓦普寺（“瓦”就是寺之義）的寮國沙彌

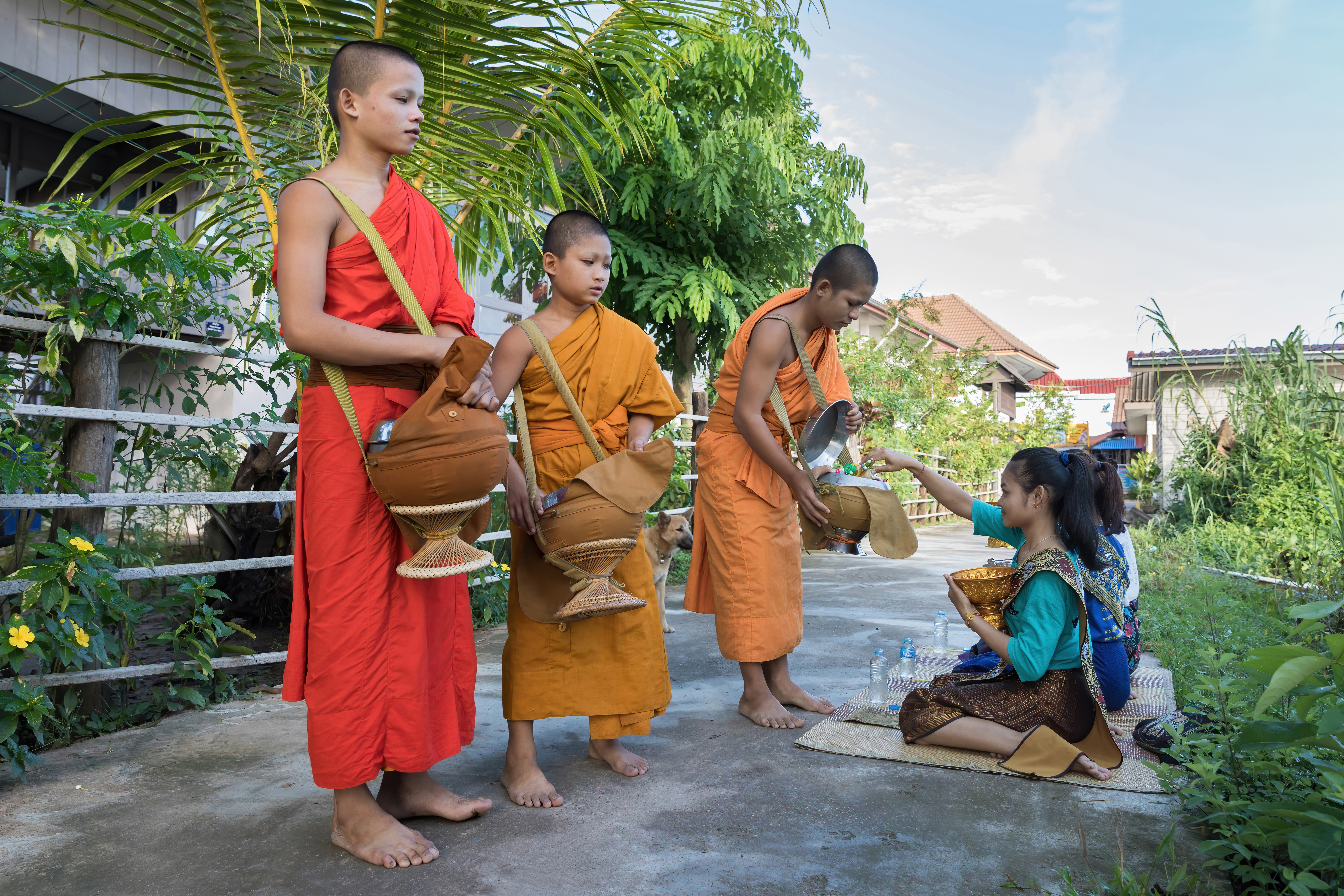
接受供養的沙彌，四千岛

## 歷史

### 早期歷史
據信，巴利語系佛教在公元七世紀至八世紀期間首先通過陀羅缽地王國传至老撾。在7世紀，密宗也從南詔王國引入老撾，南詔是個以雲南爲主的彝族王國；國王作為佛教護持者的政教關係的意識形態也很可能同时引入，這是東南亞許多君主制地區和僧伽之間重要的思想聯繫。
佛教向老撾傳播的歷史並不清晰，但目前的研究狀況表明佛教並不是只有單一的傳播路線。據学者米歇爾·羅瑞拉德（Michel Lorrillard）說：由於传播過程的持續時間很長，当时是如何传播的，现在仍然不十分明確。在十一世紀和十二世紀期間，佬族統治者控制了老撾北部瑯勃拉邦地區，在此期間，大乘佛教取代了巴利語系佛教，成為統治階級佔統治地位的宗教思想。石刻資料證實，早期的瀾滄王國在十五世紀中葉展示了皇家權力佛教化的第一個明顯標誌，是當時國王被尊為轉輪王。
史學認為老撾佛教始於公元1353年，以國王法昂的加冕儀式開始。根據老撾史學，法昂授他的高棉上座部老師爲這個新王國的顧問和僧王，這位名叫Phramaha Pasaman的高棉僧侶還帶來了著名的勃拉邦佛像，它是瑯勃拉邦名字的来源，也是瀾滄王國的象徵。然而，米歇爾·羅瑞拉德斷言“這樣的描述完全是編造的”，並且對於法昂故事的歷史價值頗為批判。他反而強調清邁佛教對老撾佛教的影響。後來與緬甸、泰國組成聯盟，幫助鞏固了瀾滄王國上座部佛教的首要地位。正如銘文所證明的，國王菩提塞拉（1501-1547）試圖限制本地神靈崇拜，並鼓勵民眾信仰佛教。然而，老撾佛教的“萬物有靈信仰”隨著時間的推移，經過多次宗教信仰“淨化”活動中倖存下來，並且仍然留存在民間信仰中，譬如與“靈魂物質”（khwan）本土思想有關的地方神靈崇拜和儀式，在大多數情況下實現了與佛教的融合，信徒很少能辨認出它們是非傳統佛教思想。在崎嶇、孤立的地理環境中，且在缺乏中央政府的統一和護教的情況下，上座佛教仍成為老撾文化的一項主要、統一的特徵。

### 法國殖民時期
法國殖民政府從早期就支持佛教及其教育機構，建立新課程，修復寺院，改造了僧侶教育制度，以便為殖民地需要服務。在20世紀20年代，老撾佛教管理制度進一步由佩差拉亲王和法國殖民政權重組。為了顛覆泰國寺院教育在該地區的統治地位，並使用老撾化和高棉化的佛教加強殖民統治，法國設立了在遠東學院（EFEO）主導的僧侶培訓機構。1914年11月24日，巴利學院（法語：Ecole de Pali）在金邊被皇家法令創立，並於1922年更名為巴利高等學院（法語：Ecole Supérieure de Pali）。1922年，兩名柬埔寨僧人被派往河內學習巴利文和梵文，以便加強對佛教原始文獻的研究。

### 巴特寮與佛教的政治鬥爭
老撾共產黨對宗教的態度與許多其他共產主義國家的經驗不同，他們並沒有直接壓制或禁止宗教，而是利用佛教僧伽作為實現政治目的的手段。馬克思主義理論將宗教視為統治階級消除受壓迫階級的鬥爭意識，願意受其壓迫的工具，因此反對宗教，老撾共產黨及其巴特寮政權從根本上也遵從此觀點，但他們能夠從理論上將佛教與馬克思主義結合起來。
比如，馬克思主義認為：
- 馬克思主義反對所有形式的宗教；
- 佛教的宇宙精神觀與馬克思唯物主義觀是衝突的；
- 佛教認為執著物質是苦的根源，而馬克思主義則以物質極大豐富為共產主義烏托邦社會的基礎；
- 佛教追求眾生平等和諧，而馬克思主義者則看到不同階級之間存在持續不斷的階級鬥爭；
- 佛教徒避免使用暴力，而馬克思主義認可在必要時進行暴力革命。

而巴特寮對佛教進行了重新解讀，肯定了佛陀的教導與革命目標之間沒有衝突。他們專注於釋迦牟尼佛的人生故事。釋迦佛昔爲喬達摩·悉達多太子時，寧肯不繼承王位而成為乞食的沙門，巴特寮認為這具有革命性，因為他拒絕了財富的束縛和統治階級特權。百姓即使是低等種姓或貧窮人家，只要信受佛法就可以成為他的信徒。巴特寮聲稱佛陀因為拒絕階級的區分而設想了一個無階級的社會。巴特寮還指出，佛教有很高的社會正義感和參與度，因為佛陀關心人們的物質供給，他想要解救很多窮人，貧窮被視為滋生邪惡和犯罪的根源；在修習佛法之前，有必要保證一定的生活物質水平(福德資糧)，這與巴特寮重新分配財富的目標並沒有太大差別。巴特寮還指出，佛教和馬克思主義都關心人們的終極幸福，他們都旨在幫助人們擺脫痛苦；唯一的區別在於他們實現幸福的方法。佛教和馬克思主義都反對資本主義制度。根據巴特寮的說法，佛教和馬克思主義提倡不同的解決方案，因為它們是處於不同社會發展階段的的產物；佛教是工業時代之前的歷史產物，而馬克思主義是工業時代的科學思想；佛教是可以接受的，如果它清除了隨著時間流逝而產生的迷信行為，它就可以作為革命的工具。

### 共產黨統治下的1975-1979年間
巴特寮建政以来，要求宗教人士集中开展政治研讨会，学习马克思列宁主义和共产党的宗教政策。佛教僧侣被迫参加，在会上被要求学习老挝共产党对佛教的解读，即：佛教和马克思主义都倡导人人平等；僧伽没有个人财产，共同生活，这与马克思主义倡导的集体生活相似；佛教和马克思主义都以人们解脱痛苦爲终极目标；但是马克思主义主張无神论，因此佛教裡的鬼神之说、神通灵感之说、天界地狱之说、功德福报之说等不可知论、神学的概念必须被清除，因果业报理论也被指责爲导致宿命论和消磨阶级斗争意志的罪魁祸首。巴特寮同时也寻求以马克思列宁主义理论的本土化取代佛教的影响力，并积极打击佛教在民间信仰裡的流行文化，如取缔神灵崇拜和佛牌护身符等。有趣的是，原始佛教正是强调不崇拜神祇，而更注重个人的修行和解脱，但随着佛教的本土化發展，各种迷信思维和神祇会大量进入佛教文化并被当做佛教的特征，有观点认为巴特寮的一系列动作反而使得该国的佛教回归到释迦牟尼佛的正统教义。
在寮國，佛教寺院和僧伽的影響力已經深入到每個村莊，擁有廣大的群眾基礎，同時也是除了共產黨（老撾人民革命黨）之外的又一個社會進步力量。共產黨試圖控制佛教作為政治統治的工具，實施了一系列宗教改革，包括：消除了國內佛教大宗派和法宗派的門派對立，并開始將其重組爲老撾聯合佛教徒協會（Lao United Buddhists Association），交由教育部宗教事務部管理，協會的行政職位必須由政府任命的共產黨人擔當；廢除了傳統的僧伽等級，甚至了廢除了僧王頭銜，解散了僧王的侍從和崇拜者隊伍；高級僧人、長老必須參加長期政治學習課，而在普通僧侶的半月誦戒會上，這些僧人也在討論黨的宗教路線，並且法會後來轉變為了黨的宗教路線的擁護者批評反對者的集會。部分不能接受改革的僧侶開始逃往泰國或離開僧團。1976年初，老撾發生多起針對佛教的襲擊事件，小學課程中的宗教和佛教道德課程始被禁止。政府幹部也經常騷擾、干涉僧侶的修行生活。不過這些行為很快因為全國人民的激烈反對而告停，巴特寮認識到對佛教的改造急於求成、適得其反，仍然需要僧侶參與他們的共產主義事業和宣傳。在僧團重組完成後，共產黨仍然邀請僧伽參加一些國家或世俗活動，如國慶日活動等，官方也有代表參加佛教節日活動。雖然共產黨不再騷擾僧侶，但仍然要求他們在弘教過程中宣傳和支持黨的政策，這也是為了打破民眾眼中的僧人遠離世俗政治的形象，降低僧人的聲望和道德權威性。
然而，老撾國內的反共力量聲稱共產黨對佛教的干擾仍是嚴重的，1976年至1979年期間對僧人的政治干預不減反增，據稱僧侶若不遵守黨的路線，會受到紀律處分，被送去接受集中政治改造，不過沒有人會因此被處死。據報道，到1979年已有約1000名僧侶被羈押在集中改造營。1978年5月逃出寮南的一名僧人曝光了一起更為嚴重的事件，有未經證實的消息稱有僧侶被捕及被斃。1979年3月，時年87歲的老僧王Thammayano尊者乘船經湄公河逃往泰國，據他所稱以及一些報道表明，僧王被軟禁在寺院裡，不許弘教，且政府阻止年輕人出家加入僧團，還勸說已經出家的年輕僧人還俗和接受世俗教育，並為他們設立了特殊職業學校。在此期間，老撾的僧侶數量銳減，流失的部分還俗離開了僧團，部分外逃，部分則被送進了改造營。從此可見，共產黨的改造佛教的政策，是不合理和失敗的。

### 1979年後
與1980年代後期的老撾經濟自由化同步，官方對佛教的正式態度開始自由化。佛教僧團更多地參與到社會活動中來。此前他們專注於佛教修行，老撾人民民主共和國成立後，他們也協助掃除成人文盲的運動，在一些缺少學校或教師的偏遠地區給文盲教育老撾語和其他學科；他們在教育——特別是早期教育方面，發揮著重要作用；他們在醫生稀缺的國家繼續擔任傳統醫師的角色，但是政府禁止他們禁止進行傳統的涉及靈力、神通力的治療。僧人已被視為民族文化的保護者，尤其是在維護寺院建築方面；佛教依然存在，因為它仍然是老撾文化特徵的核心，佛教與老撾文化密不可分。
及至1990年代初，老撾佛教開始復甦，寺院仍然是社會生活的重要焦點。僧侶可以接受信徒佈施的早飯而不受干擾，參加佛教儀式的人再次增加。在一年一度的塔鑾節中，可以看到大多數的政治局成員供养僧侶。現在，共產黨的官員也更加明確地崇拜這座紀念佛塔所載的文物，從而重申佛教與國家之間的關係，以增加其在當前統治的合法性。雖然政府的宗教政策已經放開，但僧伽仍然受共產黨控制，僧侶們必須研究官方的政府政策。自20世紀90年代以來，佛教僧團作為老撾主要宗教組織被重新定位。隨著佛教機構與黨和政府的緊密融合，佛教與其相關概念、道德價值和生活方式，再次被提升爲“民族文化”的一部分。Vatthana Pholsena形容這是“佛教的世俗化形象，以調和官方的意識形態和宗教的關係”。

## 文藝和建築
老撾佛教徒非常虔誠，幾乎每個老撾男人自小都曾到寺廟短期出家，其中許多男人選擇不還俗而成為終生僧侶。大多數人會向僧侶佈施食物，以增加功德和善業。老撾的寺院曾被視為僧侶的“大學”。老撾僧侶在老撾族群受到尊重和尊敬。
塔鑾、沙格廟和香通寺也是老撾重要的佛教建築。
《普拉叻普拉姆》，被視為老撾版的《羅摩衍那》，羅摩不是被刻畫成毘濕奴的化身，而是佛陀的化身。老撾人民也寫了許多版本的《本生經》故事。